# Ramal ferroviario Rawson-Arribeños
El Ramal Rawson - Arribeños pertenece al Ferrocarril General San Martín, Argentina.

## Ubicación
Se halla en la provincia de Buenos Aires a través de los partidos de Chacabuco, Salto y General Arenales.

## Características
Es un ramal secundario de la red del Ferrocarril General San Martín con una extensión de 132 km entre Rawson y Arribeños.

## Historia
El ramal fue construido en la década de 1900 y puesto en marcha en 1912 por la empresa Ferrocarril Buenos Aires al Pacífico. A 2014 se encuentra abandonado, la anterior empresa concesionaria de cargas que debería operarlo y mantenerlo, América Latina Logística (ALL), nunca lo explotó. Actualmente está bajo operación de la empresa estatal Trenes Argentinos Cargas.